# David Gelston

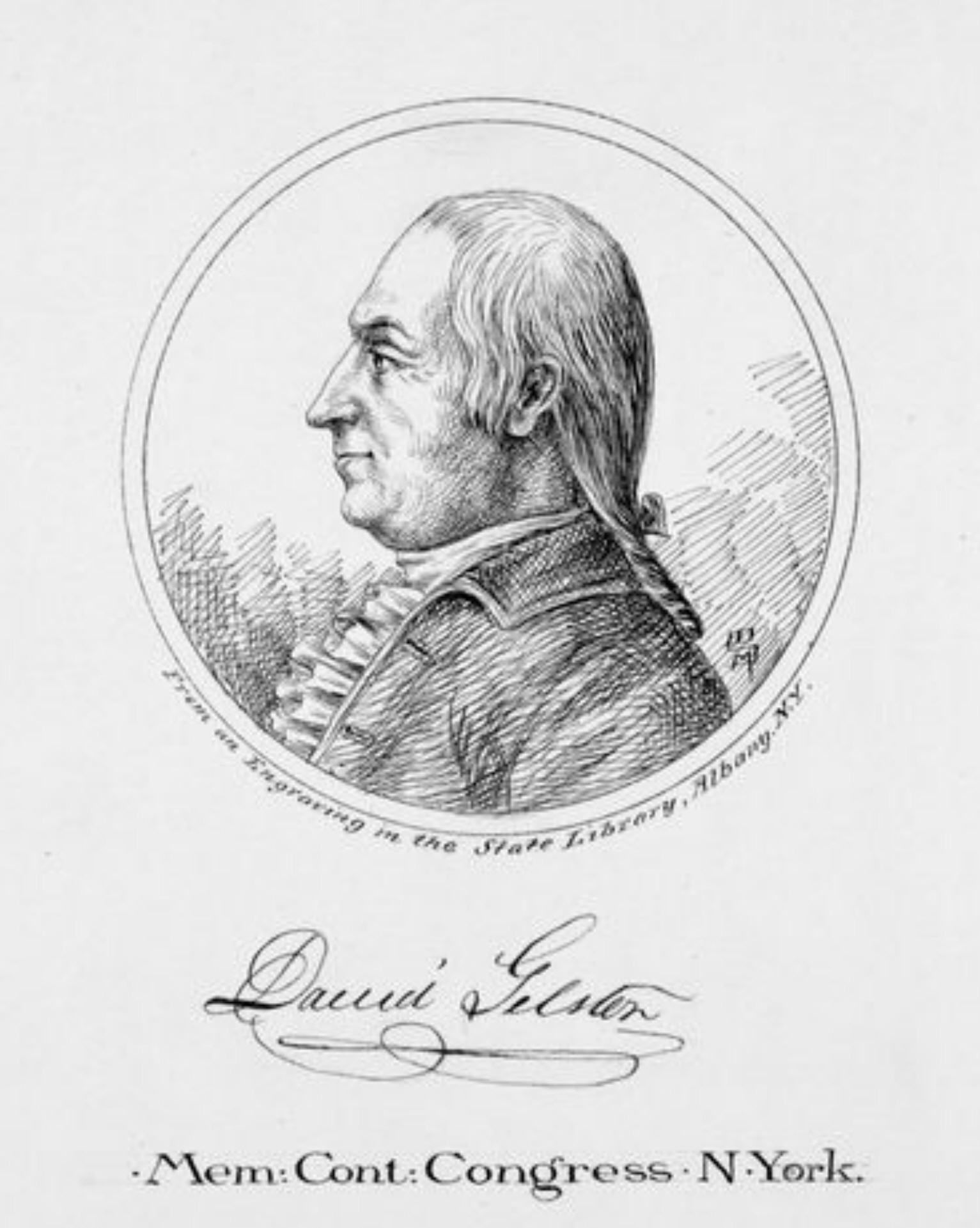
David Gelston

David Gelston (* 4. Juli 1744 in Bridgehampton, Suffolk County, Provinz New York; † 21. August 1828 in New York City) war ein US-amerikanischer Händler und Politiker.

## Werdegang
David Gelston war zwischen 1775 und 1777 als Delegierter im Provinzkongress von New York tätig. In dieser Zeit unterzeichnete er 1775 die Articles of Association. Dann vertrat er 1777 seinen Staat bei der verfassunggebenden Versammlung. Anschließend wurde er in die New York State Assembly gewählt, wo er von 1777 bis 1785 blieb. In den letzten beiden Jahren seiner Amtszeit bekleidete er den Posten des Speaker. Gelston wurde 1780 zu einem der Commissioners on Specie ernannt. Später vertrat er seinen Staat 1789 im Kontinentalkongress. Danach war er zwischen 1792 und 1793 Mitglied im Council of Appointments. Ferner diente er von 1791 bis 1794 sowie in den Jahren 1798 und 1802 im Senat von New York. Während dieser Zeit war er 1792 als Kanalbeauftragter tätig. Ferner bekleidete er zwischen 1787 und 1801 den Posten eines Surrogate von New York. Im letzten Jahr ernannte ihn Präsident Thomas Jefferson zum Steuereinnehmer des New Yorker Hafens, eine Stellung, die er bis 1820 innehatte. Darüber hinaus war er als Händler in New York City tätig, wo er 1828 verstarb. Er wurde auf dem First Presbyterian Church Cemetery beigesetzt.

## Familie
David Gelston heiratete am 24. August 1769 Phebe Mitchel. Ihre gemeinsame Tochter, Phebe Gelston (1771–1836), war verheiratet mit Nicoll Floyd, dem Sohn von William Floyd. Das Paar hatte acht gemeinsame Kinder.